# Netemo sametemo
Netemo sametemo (寝ても覚めても; internationale titel: Asako I & II) is een Japanse romantische film uit 2018, geregisseerd door Ryūsuke Hamaguchi en gebaseerd op de gelijknamige roman van Tomoka Shibasaki.

## Verhaal
Asako is een 21-jarige vrouw die in Osaka woont. Ze wordt verliefd op de vrijgevochten Baku maar op een dag verdwijnt Baku plotseling. Twee jaar later woont Asako in Tokio en daar ontmoet ze Ryohei. Hij lijkt als twee druppels water op haar ex-vriend Baku, maar hij heeft een heel andere persoonlijkheid. Hij is oprecht en heeft een vaste baan en Asako wordt opnieuw verliefd.

## Rolverdeling
| Acteur              | Personage   |
| ------------------- | ----------- |
| Mashahiro Higashide | Baku/Ryohei |
| Erika Karate        | Asako       |
| Kôji Seto           |             |
| Rio Yamashita       |             |
| Sairi Ito           |             |

## Release
Netemo sametemo ging op 14 mei 2018 in première in de competitie van het filmfestival van Cannes.